# His Unconscious Conscience
His Unconscious Conscience è un cortometraggio muto del 1917 diretto da Charles Avery.

## Produzione
Il film fu prodotto dalla Triangle Film Corporation.

## Distribuzione
Distribuito dalla Triangle Distributing, il film - un cortometraggio in una bobina - uscì nelle sale cinematografiche statunitensi il 16 settembre 1917.